# Казанский храм (Весьегонск)
Церковь Казанской иконы Божией Матери — православный храм в Весьегонске (Тверская область, Россия). В настоящее время находится в руинированном состоянии.

## Расположение
Казанский храм расположен рядом с Троицким — в северо-восточной части города на берегу Рыбинского водохранилища. Находится по адресу ул. Софьи Перовской, 1б.

## История
В 1792—1793 годах была построена трапезная, в ней в 1801 году был освящён придел Рождества Иоанна Предтечи. В 1811 году завершилось строительство самого храма. В 1820—1823 годах была построена колокольня, первоначально отдельно стоящая, а потом её соединили с трапезной: западная стена трапезной была разобрана, нижний ярус колокольни с севера и юга был обстроен невысокими объёмами.
В 1858 году весьегонский архитектор Плохов разработал проект по расширению трапезной, в которой на тот момент помещались два придела (в честь Николая Чудотворца и Спаса Нерукотворного). Но проект не был реализован, вместо этого в 1868 году рядом был построен кирпичный Троицкий храм.
В 1930 годах храм закрыли, завершение здания было уничтожено советскими властями. Колокольня рухнула при размыве грунта от затопления и была частично разобрана.

## Архитектура
Сложная композиция сочетает в себе формы раннего классицизма и более традиционные черты барокко.
Композиция Казанской церкви включает в себя храм, представляющий двусветный четверик с большой прямоугольной апсидой, более узкую вытянутую трапезную и столпообразную колокольню, от которой полностью сохранился лишь нижний ярус. Сам храм ранее был пятиглавым, а колокольня трёхъярусной с высоким шпилем.
В настоящее время четверик храма завершается четырёхскатной кровлей, барабан и главы были уничтожены советскими властями. Фасады каждого из трёх объёмов церкви различаются декором. Храм, построенный позже, чем основная часть трапезной, выдержан в более традиционных формах.
Памятник архитектуры регионального значения.

## Галерея

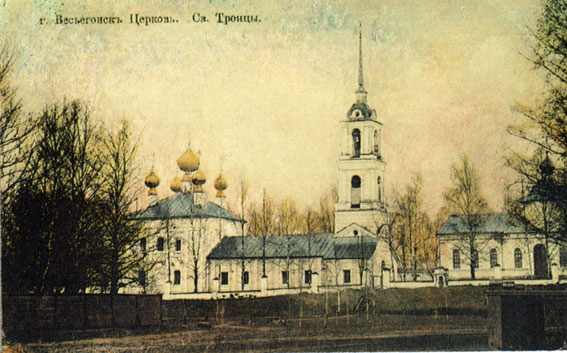
Начало XX века. Пятиглавый Казанский храм ошибочно подписан как церковь Св. Троицы.
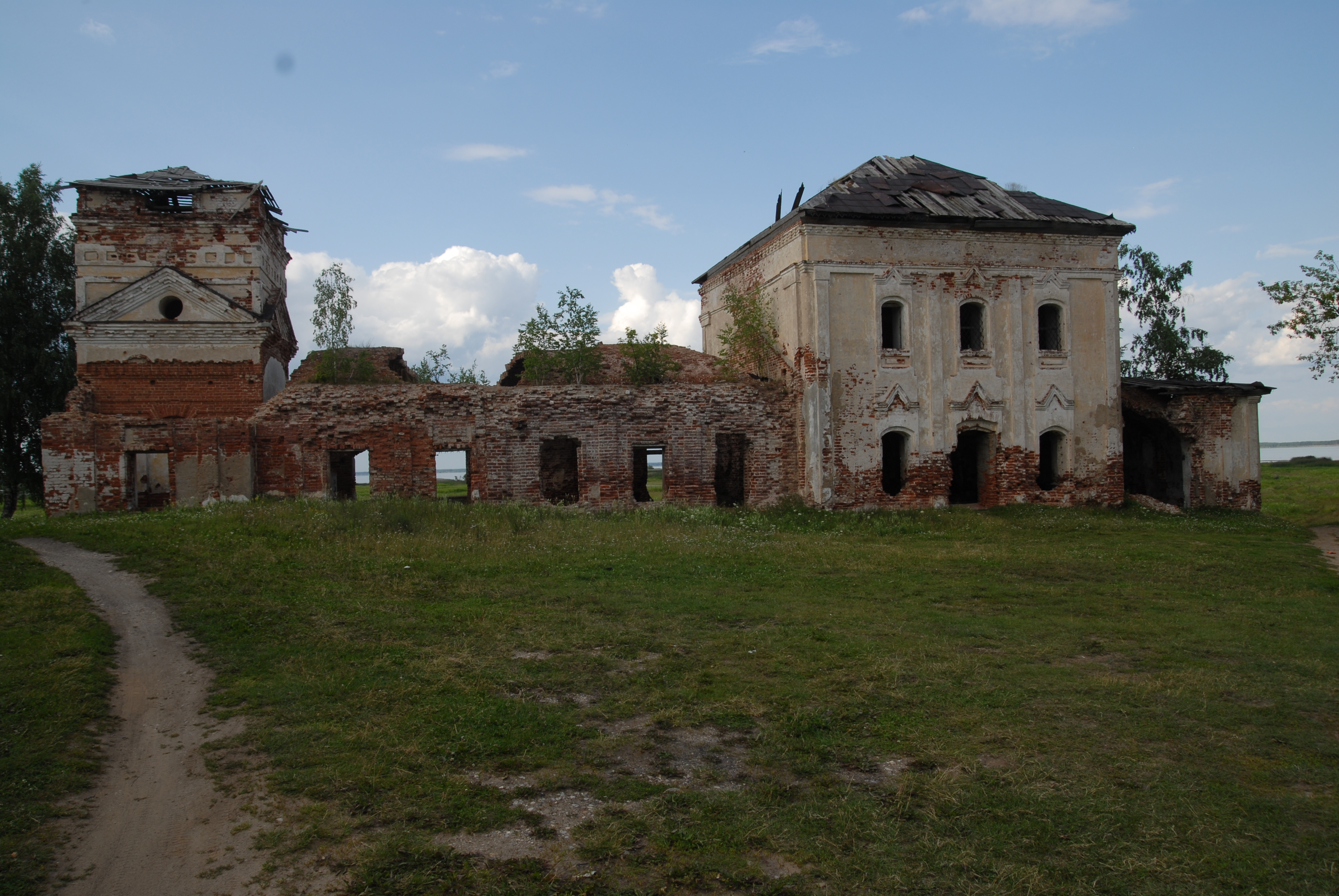
Современное состояние.
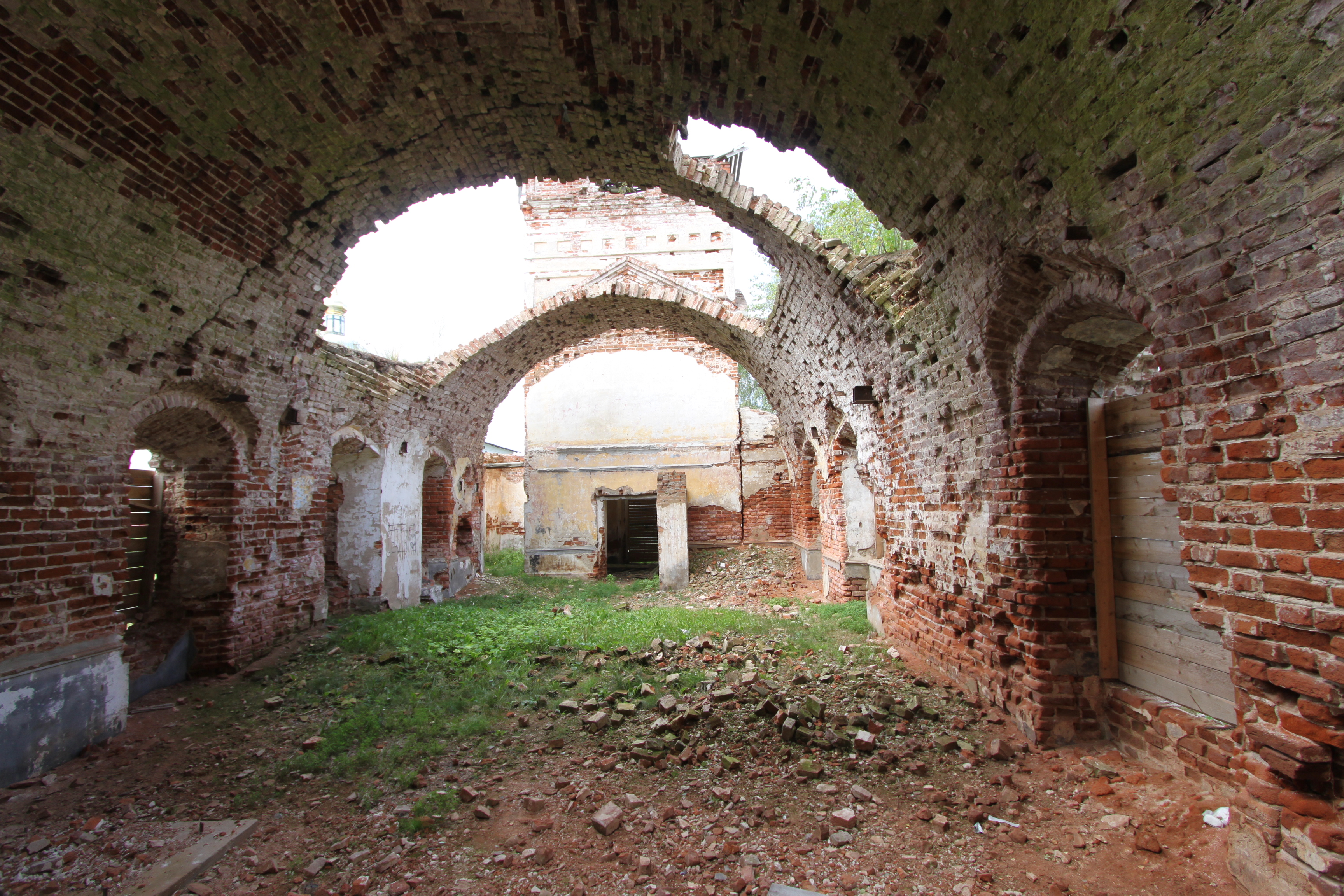
Вид изнутри.